# Aurelio Vidmar
Aurelio Vidmar (* 3. únor 1967) je bývalý australský fotbalista a reprezentant.

## Reprezentační kariéra
Aurelio Vidmar odehrál 44 reprezentačních utkání. S australskou reprezentací se zúčastnil turnajů Konfederační pohár FIFA 1997, 2001, Oceánský pohár národů 2000.

## Statistiky
| Austrálie | Austrálie | Austrálie |
| Roky      | Záp.      | Góly      |
| --------- | --------- | --------- |
| 1991      | 6         | 1         |
| 1992      | 2         | 0         |
| 1993      | 5         | 2         |
| 1994      | 4         | 2         |
| 1995      | 1         | 0         |
| 1996      | 1         | 0         |
| 1997      | 16        | 8         |
| 1998      | 0         | 0         |
| 1999      | 0         | 0         |
| 2000      | 5         | 0         |
| 2001      | 4         | 4         |
| Celkem    | 44        | 17        |